# Brieulles-sur-Meuse
Brieulles-sur-Meuse est une commune française située dans le département de la Meuse, en région Grand Est.
Ses habitants s'appellent les Brieulans.

## Géographie

### Localisation
La commune est traversée par la Meuse et par le ruisseau du Wassieux. Le village est entouré de collines boisées.

### Communes limitrophes
- Cléry-le-Petit au nord
- Liny-devant-Dun au nord-est
- Vilosnes-Haraumont à l'est
- Dannevoux au sud-est
- Septsarges au sud
- Nantillois au sud-ouest
- Cunel à l'ouest
- Cléry-le-Grand au nord-ouest

| Cléry-le-Petit | Liny-devant-Dun     | Liny-devant-Dun    |
| Cléry-le-Petit | Brieulles-sur-Meuse | Liny-devant-Dun    |
| Nantillois     | Vilosnes-Haraumont  | Vilosnes-Haraumont |

### Hydrographie
La commune est dans le bassin versant de la Meuse au sein du bassin Rhin-Meuse. Elle est drainée par la Meuse, le canal de l'Est Branche-Nord, le ruisseau du Wassieu, le ruisseau de Ponthieu, le ruisseau de Norentes et le ruisseau de Domfontaine,.
La Meuse, d'une longueur de 486 km dans sa partie française, est un fleuve européen qui prend sa source en France, dans la commune du Châtelet-sur-Meuse, à 409 mètres d'altitude, et se jette dans la mer du Nord après un cours long d'approximativement 950 kilomètres traversant la France, la Belgique et les Pays-Bas. 
Le canal de l'Est Branche-Nord, d'une longueur de 141 km, est un chenal et un cours d'eau naturel navigable qui relie Givet à Troussey, où il rejoint le canal de la Marne au Rhin. 

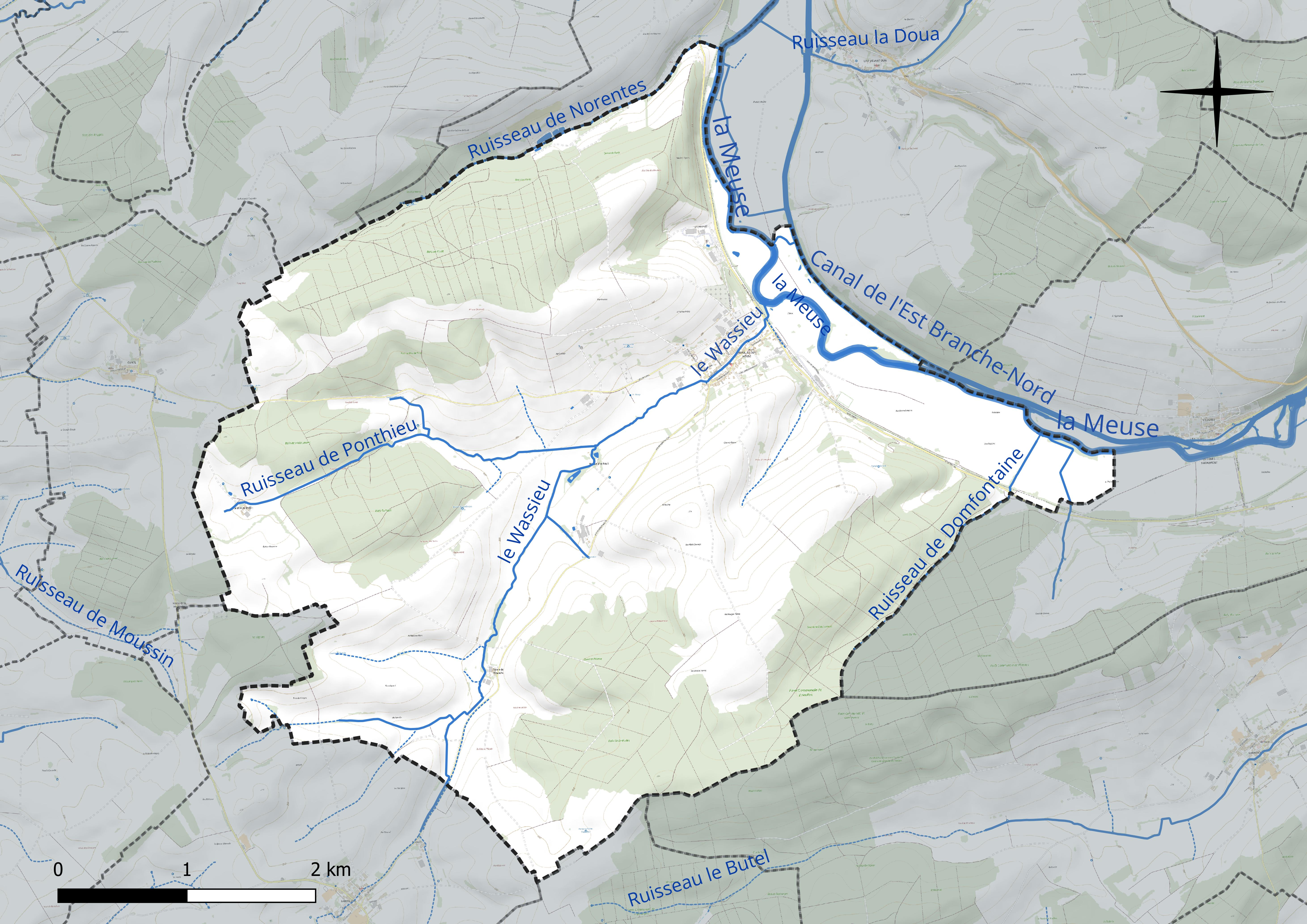
Réseau hydrographique de Brieulles-sur-Meuse.

### Climat
Pour des articles plus généraux, voir Climat du Grand Est et Climat de la Meuse.
En 2010, le climat de la commune est de type climat de montagne, selon une étude du Centre national de la recherche scientifique s'appuyant sur une série de données couvrant la période 1971-2000. En 2020, Météo-France publie une typologie des climats de la France métropolitaine dans laquelle la commune est exposée à un climat océanique altéré et est dans la région climatique  Lorraine, plateau de Langres, Morvan, caractérisée par un hiver rude (1,5 °C), des vents modérés et des brouillards fréquents en automne et hiver. 
Pour la période 1971-2000, la température annuelle moyenne est de 9,9 °C, avec une amplitude thermique annuelle de 16,1 °C. Le cumul annuel moyen de précipitations est de 953 mm, avec 14,1 jours de précipitations en janvier et 9,5 jours en juillet. Pour la période 1991-2020, la température moyenne annuelle observée sur la station météorologique de Météo-France la plus proche, « Septsarges », sur la commune de Septsarges à 6 km à vol d'oiseau, est de 10,3 °C et le cumul annuel moyen de précipitations est de 942,8 mm. 
La température maximale relevée sur cette station est de 39,9 °C, atteinte le 25 juillet 2019 ; la température minimale est de −15,7 °C, atteinte le 1er janvier 1997,,. 
Les paramètres climatiques de la commune ont été estimés pour le milieu du siècle (2041-2070) selon différents scénarios d'émission de gaz à effet de serre à partir des nouvelles projections climatiques de référence DRIAS-2020. Ils sont consultables sur un site dédié publié par Météo-France en novembre 2022.

## Urbanisme

### Typologie
Au 1er janvier 2024, Brieulles-sur-Meuse est catégorisée commune rurale à habitat dispersé, selon la nouvelle grille communale de densité à sept niveaux définie par l'Insee en 2022.
Elle est située hors unité urbaine et hors attraction des villes,.

### Occupation des sols

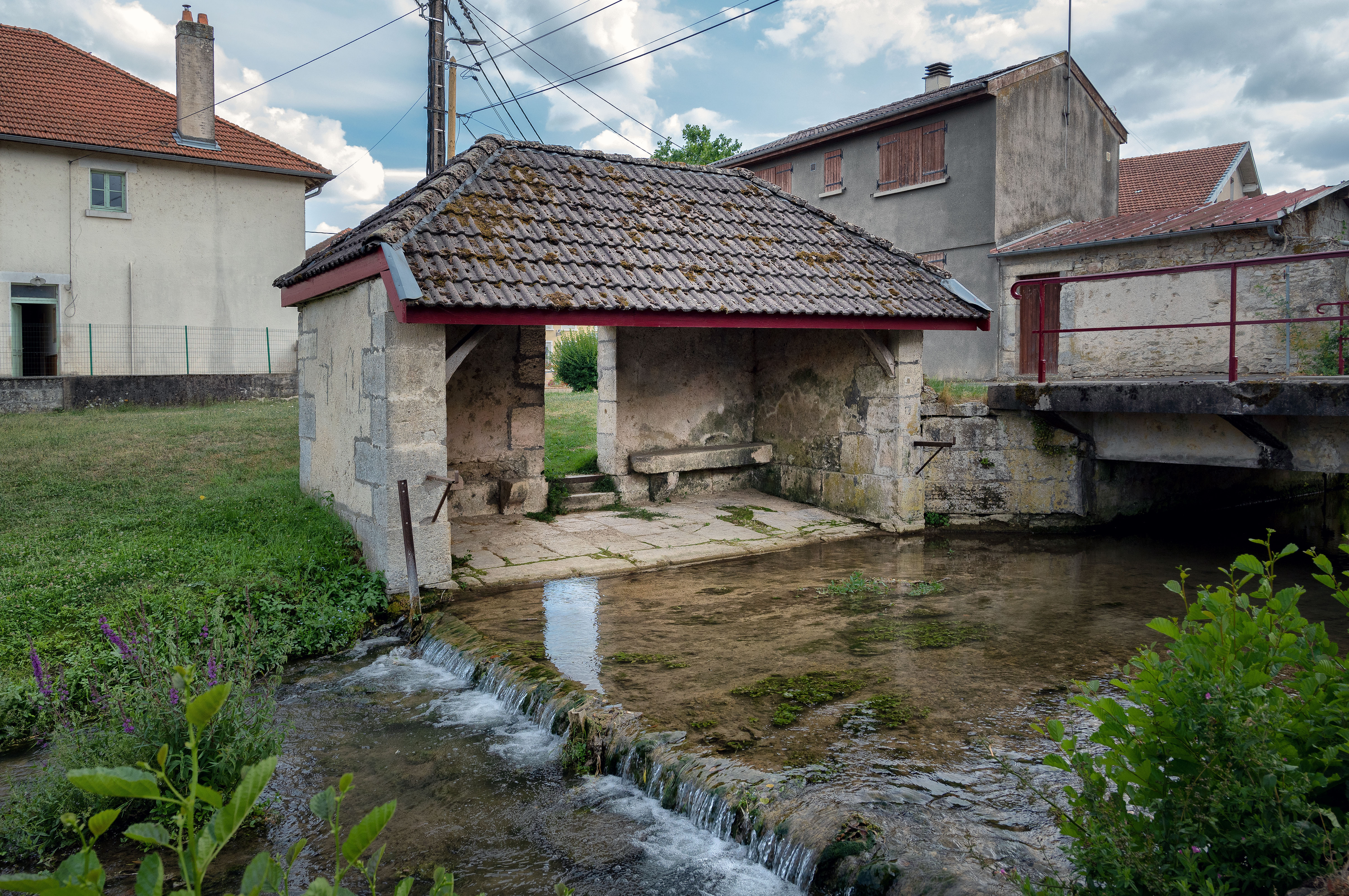
Lavoir, Rue du Grand Four.

L'occupation des sols de la commune, telle qu'elle ressort de la base de données européenne d’occupation biophysique des sols Corine Land Cover (CLC), est marquée par l'importance des territoires agricoles (62,1 % en 2018), une proportion identique à celle de 1990 (62,1 %). La répartition détaillée en 2018 est la suivante : 
terres arables (40 %), forêts (34,2 %), prairies (22,1 %), milieux à végétation arbustive et/ou herbacée (2,6 %), zones urbanisées (1,2 %). L'évolution de l’occupation des sols de la commune et de ses infrastructures peut être observée sur les différentes représentations cartographiques du territoire : la carte de Cassini (XVIIIe siècle), la carte d'état-major (1820-1866) et les cartes ou photos aériennes de l'IGN pour la période actuelle (1950 à aujourd'hui).

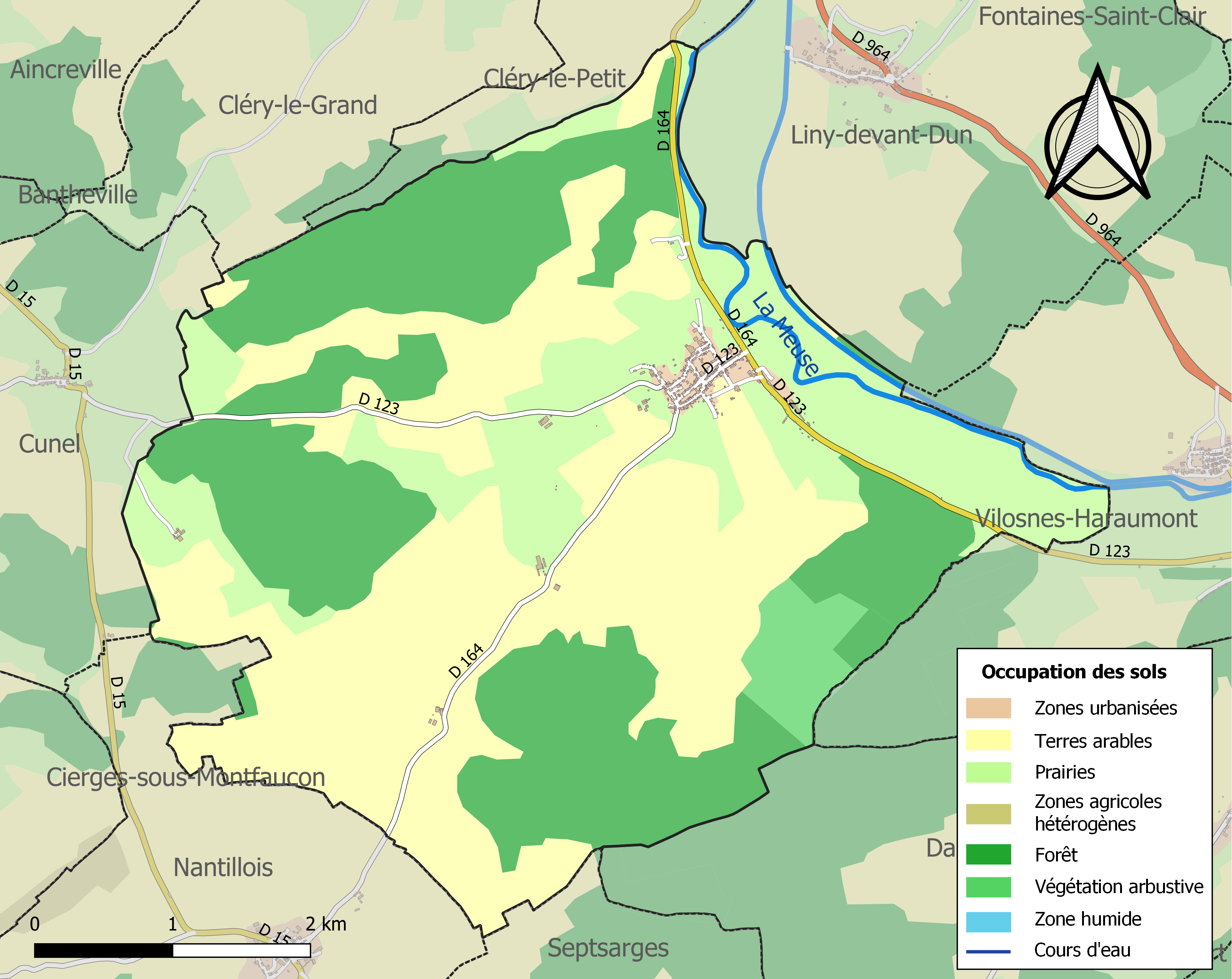
Carte des infrastructures et de l'occupation des sols de la commune en 2018 (CLC).

## Toponymie
La forme première attestée est Briodurum en 984, puis Briola en 1169.
Le village portait dans l'antiquité le nom de Briodurum, nom gaulois , formée de deux mots gaulois, briva le « pont », et durum « forteresse » : signifierait donc « forteresse du pont » sur la Meuse,  fleuve européen qui prend sa source en France et se jette dans la mer du Nord après un cours traversant la France, la Belgique et les Pays-Bas.
La Meuse, Maas ; en wallon, Moûse ; en latin Mosa.

## Histoire
Le village a été brûlé et saccagé de nombreuses fois :
- en 1552 (par les troupes de Charles Quint),
- en 1582 et 1588 (pendant les guerres de Religion),
- en 1622 et en 1636 (pendant la guerre de Trente Ans) et
- au cours de la Première Guerre mondiale le clocher totalement détruit.

## Politique et administration
| Période                                  | Période   | Identité       | Étiquette | Qualité     |
| ---------------------------------------- | --------- | -------------- | --------- | ----------- |
| Les données manquantes sont à compléter. |           |                |           |             |
| mars 1983                                | mars 2008 | Michel Lesanne |           |             |
| mars 2008                                | mai 2020  | Henri Autret   |           | Agriculteur |
| mai 2020                                 | En cours  | Eric Huard     |           | Agriculteur |

## Population et société

### Démographie

#### Évolution démographique
L'évolution du nombre d'habitants est connue à travers les recensements de la population effectués dans la commune depuis 1793. Pour les communes de moins de 10 000 habitants, une enquête de recensement portant sur toute la population est réalisée tous les cinq ans, les populations de référence des années intermédiaires étant quant à elles estimées par interpolation ou extrapolation. Pour la commune, le premier recensement exhaustif entrant dans le cadre du nouveau dispositif a été réalisé en 2007.

En 2022, la commune comptait 311 habitants, en évolution de −4,31 % par rapport à 2016 (Meuse : −4,4 %, France hors Mayotte : +2,11 %).
| 1793 | 1800 | 1806 | 1821 | 1831  | 1836  | 1841  | 1846 | 1851  |
| ---- | ---- | ---- | ---- | ----- | ----- | ----- | ---- | ----- |
| 723  | 795  | 853  | 953  | 1 002 | 1 026 | 1 009 | 985  | 1 002 |

| 1856 | 1861 | 1866 | 1872 | 1876 | 1881 | 1886 | 1891 | 1896 |
| ---- | ---- | ---- | ---- | ---- | ---- | ---- | ---- | ---- |
| 937  | 942  | 868  | 835  | 800  | 794  | 756  | 727  | 731  |

| 1901 | 1906 | 1911 | 1921 | 1926 | 1931 | 1936 | 1946 | 1954 |
| ---- | ---- | ---- | ---- | ---- | ---- | ---- | ---- | ---- |
| 718  | 627  | 609  | 468  | 522  | 579  | 550  | 464  | 528  |

| 1962 | 1968 | 1975 | 1982 | 1990 | 1999 | 2006 | 2007 | 2012 |
| ---- | ---- | ---- | ---- | ---- | ---- | ---- | ---- | ---- |
| 532  | 482  | 431  | 391  | 356  | 322  | 332  | 333  | 339  |

| 2017 | 2022 | - | - | - | - | - | - | - |
| ---- | ---- | - | - | - | - | - | - | - |
| 315  | 311  | - | - | - | - | - | - | - |

#### Pyramide des âges
La population de la commune est relativement âgée.
En 2018, le taux de personnes d'un âge inférieur à 30 ans s'élève à 28,0 %, soit en dessous de la moyenne départementale (32,4 %). À l'inverse, le taux de personnes d'âge supérieur à 60 ans est de 36,3 % la même année, alors qu'il est de 29,6 % au niveau départemental.
En 2018, la commune comptait 155 hommes pour 154 femmes, soit un taux de 50,16 % d'hommes, légèrement supérieur au taux départemental (49,51 %).
Les pyramides des âges de la commune et du département s'établissent comme suit.
| Hommes | Classe d’âge | Femmes |
| ------ | ------------ | ------ |
| 0,0    | 90 ou +      | 0,7    |
| 9,8    | 75-89 ans    | 13,3   |
| 26,7   | 60-74 ans    | 22,2   |
| 18,5   | 45-59 ans    | 27,0   |
| 14,9   | 30-44 ans    | 11,1   |
| 17,4   | 15-29 ans    | 11,8   |
| 12,8   | 0-14 ans     | 14,0   |

| Hommes | Classe d’âge | Femmes |
| ------ | ------------ | ------ |
| 0,8    | 90 ou +      | 2,2    |
| 7,6    | 75-89 ans    | 11     |
| 20,2   | 60-74 ans    | 20,5   |
| 20,6   | 45-59 ans    | 20     |
| 17,4   | 30-44 ans    | 16,8   |
| 16,7   | 15-29 ans    | 13,6   |
| 16,8   | 0-14 ans     | 15,8   |

## Culture locale et patrimoine

### Lieux et monuments

#### Lieux de mémoire
- La nécropole nationale de Brieulles-sur-Meuse (cimetière militaire français) : y sont regroupées les tombes de 1 052 soldats morts lors des combats de l'automne 1918 et 24 soldats morts lors de la Seconde Guerre mondiale à Brieulles-sur-Meuse. Deux ossuaires renferment les cendres de soldats non identifiés.
- Le cimetière militaire allemand de Brieulles-sur-Meuse : le plus important du département de la Meuse, avec 5 953 tombes et des ossuaires contenant 5 325 soldats non identifiés.

#### Édifices religieux

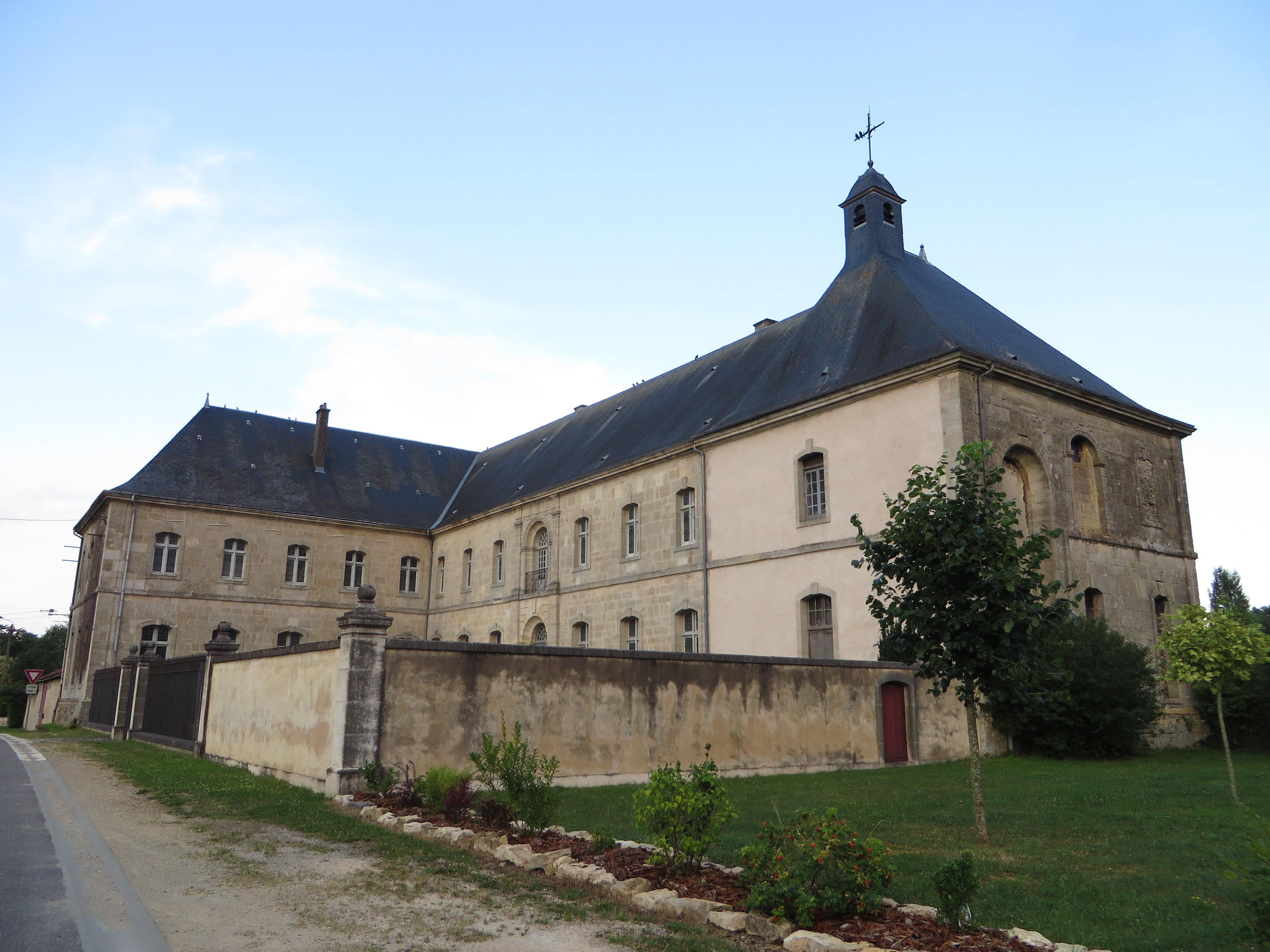
Le prieuré des Prémontrés.

- L'église de la Sainte Vierge de l'Assomption, construite en 1774.
- Le prieuré des Prémontrés, dont le premier bâtiment est construit pour les Prémontrés dans les années 1645-1655 puis reconstruit en grande partie en 1754 et 1756 (avec une chapelle en 1751), est classé au titre des monuments historiques en 1994[25].

### Héraldique
| Blason de Brieulles-sur-Meuse | Blason  | De gueules à deux crosses d'or passées en sautoir ; coupé abaissé d'azur au lis de jardin d'or, tigé et feuillé de même ; au pont d'argent gardé par deux tours du même, mouvant des flancs et brochant sur la partition. |
| Blason de Brieulles-sur-Meuse | Détails | Création Dominique Lacorde et Dominique Larcher avec les conseils de la Commission héraldique de l'UCGL. Adopté par la commune en juin 2012 (réf Armorial de l'UCG Lorrains).                                             |